# Carl Emanuel Brunner

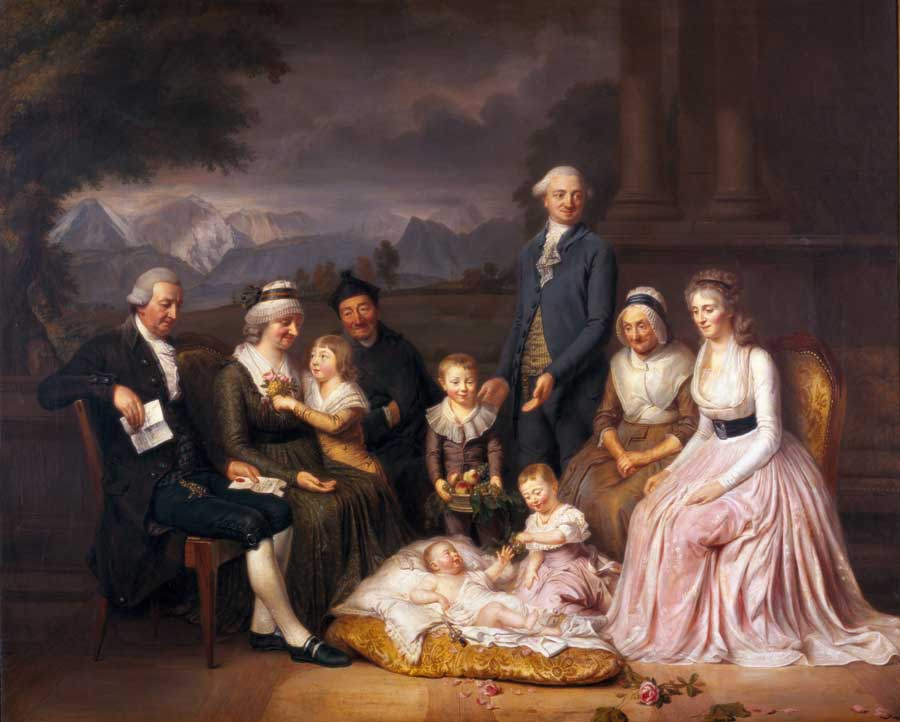
Carl Emanuel Brunner als Säugling im Kreis seiner Familie, Bildnis von Pierre-Nicolas Legrand (1796)

Carl Emanuel Brunner, auch Karl Emanuel Brunner, (* 25. Januar 1796 in Bern; † 22. März 1867 ebenda) war ein Schweizer Chemiker. 

## Leben
Brunner kam aus der Berner Patrizierfamilie Brunner, war der Sohn des Gutsbesitzers und Grossrats Samuel Brunner und studierte nach Apothekerlehre ab 1816 Pharmazie in Bern, Berlin, Göttingen und Paris. Er promovierte. 1821 wurde er Professor für Chemie an der Berner Akademie, an der er das Labor und den Unterricht modernisierte, und nach deren Umwandlung in eine Universität 1834 wurde er Professor für Chemie und Pharmazie. Von 1838 bis 1842 war er Dekan und 1836/37 Rektor der Universität. 1861 trat er zurück.
Brunner stellte eine Reihe Elemente rein dar und lieferte Beiträge zur analytischen Chemie, so zum Beispiel zur Analyse der Luft, von Gold in Legierungen und apparativ mit einem Aspirator, der ähnlich einer Wasserstrahlpumpe Luft durchblies. Er schlug die Einführung von Gasbeleuchtung in Bern vor, die er in London kennenlernte.
Er war Landschaftsmaler und Mitglied der Berner Künstlergesellschaft.